# Takai-Lombardo-Reaktion
Die Takai-Lombardo-Reaktion ist in der organischen Chemie eine Reaktion zur Methylenierung (sowie Olefinierung) von unreaktiven Ketonen. Sie ist mit der Takai-Methylenierung (nach dem japanischen Chemiker Kazuhiko Takai benannt) verwandt und wurde durch diese Reaktion inspiriert.
Zum Einsatz kommt dabei das Lombardo-Reagenz, ein Methylenierungsreagenz, das von Luciano Lombardo publiziert wurde.

## Lombardo-Reagenz und Takai-Lombardo-Methylenierung
Das Lombardo-Reagenz wird in situ aus Titan(IV)-chlorid, elementarem Zink und Dibrommethan in THF hergestellt. Es ist eine milde, nicht-basische Methylenierung von Ketonen (Aldehyde reagieren unter gleichen Bedingungen zu dem  Pinakol-Produkt). Ketone werden unter den Reaktionsbedingungen nicht enolisiert, das heißt α-chirale Zentren bleiben erhalten und werden nicht epimerisiert. Zahlreiche funktionelle Gruppen sind kompatibel mit dem Reagenz und den Reaktionsbedingungen wie  THP-Ether,  TBDMS-Ether, Acetale, Ester, Carbonsäuren, Alkohole und Lactone.

## Takai-Lombardo-Olefinierung
Im Gegensatz zur Methylenierung konnte die Alkylidierung (Olefinierung; nicht zu verwechseln mit der Takai-Olefinierung) zunächst nicht zuverlässig reproduziert werden. Viele Zinkquellen enthielten Spuren von Blei, was die anfangs schlechte Reproduzierbarkeit erklärt. Durch Zusatz von katalytischen Mengen an Blei (Pb-Pulver oder PbCl2) ist es möglich, sterisch anspruchsvollere Alkylidengruppen zuverlässig zu transferieren. Die Reaktion ist somit nicht auf Dibrommethan (CH2Br2) limitiert und lässt sich auf terminale Dibromide erweitern (RCHBr2), was die Takai-Lombardo-Reaktion zur Alternative für andere Olefinierungen (z. B. Wittig, Peterson, Julia) macht. Die ursprünglich schlechte Reproduzierbarkeit der Alkylidierung mit RCHBr2 hat dazu geführt, dass die Takai-Lombardo-Reaktion oft verkürzt als Methylenierung mit Dibrommethan wiedergegeben wird. Um Missverständnisse zu vermeiden, kann die Takai-Lombardo-Methylenierung mit Dibrommethan besser als beliebter Spezialfall der Takai-Lombardo-Reaktion betrachtet werden. Selbst wenn man die Olefinierung als Erweiterung der eigentlichen Reaktion mit dem Lobardo-Reagenz ansieht, können Lombardo-Methylenierung und Olefinierung deutlicher voneinander abgegrenzt und gemeinsam zur Takai-Lombardo-Reaktion zusammengefasst werden. Eine vergleichbare Unschärfe gibt es bei den verwandten Chrom-basierten Takai-Reaktionen (Methylenierung durch Takai-Reaktion sowie deren Erweiterung, die Takai-Utimoto Olefinierung); auch hier könnte sich eine schärfere sprachliche Abgrenzung bewähren.

## Mechanismus
Der Reaktionsmechanismus der Reaktion ist unbekannt. Jedoch gibt es Vermutungen, dass die Reaktion über eine dimetallierte Spezies verläuft.